# S Pegasi
S Pegasi è una stella supergigante rossa situata nella costellazione di Pegaso a 1059 anni luce dalla Terra.
È una gigante rossa variabile di tipo Mira: la sua luminosità varia infatti tra la magnitudine 6,9 e 13,8 nell'arco di 319,22 giorni. È una stella di classe spettrale M, pertanto di colore rosso, ed ha dimensioni colossali: è infatti 580 volte il nostro Sole.